# Psittacella madaraszi
Il pappagallo tigrato di Madarasz (Psittacella madaraszi) è un uccello della famiglia degli Psittaculidi, endemico della Nuova Guinea.